# Regina Gerlecka
Regina Gerlecka (2 de març de 1913 - 12 de març de 1983) va ser una jugadora d'escacs polonesa.
El gener de 1935 va guanyar els campionats de Varsòvia. Al juny, Gerlecka va guanyar el campionat inaugural femení de Polònia, que va tenir lloc a Varsòvia. Dos mesos més tard, va acabar segona, darrere de Vera Menchik, al 5è Campionat del Món d'escacs femení, celebrat conjuntament amb la 6a Olimpíada d'escacs (coneguda aleshores com a Torneig Internacional per Equips), també celebrada a Varsòvia.
Va empatar entre els llocs 5 i 7 al supertorneig femení de Semmering 1936, guanyat per Sonja Graf. Gerlecka va tornar a ser campiona femenina de Polònia el 1937, després d'haver compartit els llocs 1r-2n amb Barbara Flerow-Bułhak. L'agost de 1937, va empatar als llocs 10è-16è al Campionat del Món femení d'Estocolm, que va tornar a guanyar Vera Menchik. El 1939, Gerlecka va empatar als llocs 1r-2n amb Róża Herman als campionats de Varsòvia.
Després de la Segona Guerra Mundial, va aconseguir la 3a posició al campionat femení polonès (disputat entre tres jugadores) de 1949 a Łódź, guanyat per Róża Herman.